# Adalryk
Adalryk, Alderyk – męskie imię germańskie, notowane w Polsce w średniowieczu w formach: Elricus i spolszczonych Holdrzych, Holrzych, Obrych, Oldrzych, Oldrzyk, Olrzych, Olrzyk. 
Pierwszy człon imienia, Adal– w różnych odmiankach oznacza „szlachetny ród”, „ród szlachecki, stan szlachecki”, natomiast drugi człon, -rich, -rik to „potężny, królewski”, później także „bogaty, wysoko urodzony, dostojny”. Staropolskie zdrobnienia od imion z pierwszym członem Adal- to: Alesz, Alis, Alsz, Alszyk, Halsz, Oberek, Oberko, Apecko, Opac(z), Opac(z)ek, Opac(z)ko, Opecko, Owruta. 
Skróconymi obcymi formami Adalryka są m.in. Alrich i Alrik.
Adalryk, Alderyk imieniny obchodzi: 
- 19 stycznia, jako wspomnienie św. Alderyka, biskupa Le Mans;
- 10 października, jako wspomnienie św. Alderyka, arcybiskupa Sens.

Znane osoby noszące imię Adalryk, Alderyk: 
- Alaryk — król Wizygotów, pierwszy wódz plemion germańskich, który zdobył Rzym
- Alaryk II — władca Wizygotów w latach 484—507
- Adalryk — książę alzacki z rodu Etychonidów, ojciec św. Otylii
- Adalryk — syn Lupusa II, księcia Gaskonii
- Atalaryk — król Ostrogotów w Italii
- Aldrich Ames — oficer CIA, szpieg Związku Radzieckiego
- Oldřich Dvořák (ur. 1953) — czechosłowacki zapaśnik, walczący w stylu klasycznym

W innych językach:
- franc. – Aldric
- niderl. – Aldric, Aldericus
- niem. – Aldericus
- szw. – Alrik, Alarik
- węg. – Alarik